# 百老匯 (新澤西州)
百老匯（英語：Broadway）是位於美國新澤西州沃倫縣的普查規定居民點。

## 人口
根據2020年美國人口普查的數據，百老匯的面積為0.96平方千米，皆為陸地。當地共有人口213人，而人口密度為每平方千米221.88人。